# Georg Baur (Paläontologe)

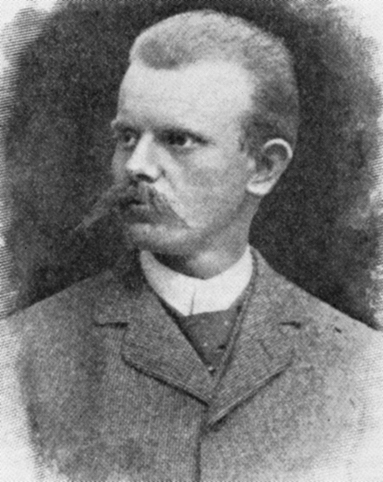
Georg Baur

Georg Baur (* 4. Januar 1859 in Weisswasser, Böhmen; † 25. Juni 1898 in München) war ein deutscher Paläontologe und Zoologe (Herpetologe).

## Leben
Baur war der Sohn des späteren Direktors der Forstwissenschaftlichen Versuchsanstalt in München Franz von Baur (zur Zeit von Baurs Geburt war er Oberförster) und Neffe von Gustav Baur. Er wuchs in einem Forsthaus und entsprechend den beruflichen Stationen seines Vaters in Hohenheim bei Stuttgart auf. 1873 bis 1877 besuchte er das Realgymnasium in Stuttgart und studierte dann Naturwissenschaften in Hohenheim, München und Leipzig, unter anderem bei Karl Alfred von Zittel. 1879 wurde er im Corps Franconia München aktiv.
1882 wurde er in München promoviert („Der Tarsus von Vögeln und Dinosauriern, eine morphologische Studie“) und war dann Assistent bei Karl Wilhelm von Kupffer. 1884 heiratete er und wurde Assistent von Othniel Marsh an der Yale University, was er bis 1890 blieb, als es mit Marsh zu Konflikten kam (Baur war ein Bewunderer von Edward Drinker Cope). Nachdem er den Sommer über für von Zittel im Westen von Kansas Fossilien von Fischen und Reptilien sammelte, wurde er Dozent für vergleichende Knochenkunde (Osteologie) und Paläontologie an der Clark University. Er schrieb an einer Monographie über nordamerikanische Schildkröten und unternahm 1891 eine Expedition zu den Galapagos-Inseln mit reicher botanischer und zoologischer Ausbeute, deren Auswertung ihn noch lange beschäftigte. 1892 wurde er Assistant Professor an der University of Chicago. Dort baute er die paläontologische Abteilung auf und unternahm selbst eine Expedition zum Fossiliensammeln in Wyoming, während E. C. Case im Perm von Texas sammelte. 1897 erkrankte er an einem Nervenleiden (einer Lähmung) und ging zur Erholung auf Europareise (München, Südtirol), was aber keine Besserung brachte. Er starb in einer Heilanstalt und wurde in München begraben.
Er war Neo-Lamarckist, ein Standpunkt, den er schon in seiner Dissertation vertrat und von dem er nicht abrückte – im Gegenteil bestärkte ihn das Studium von Inselpopulationen darin. Er galt als führender Experte für Reptilien und ihrem Skelettbau, sowohl fossile als auch rezente Arten. Er war weniger an der Beschreibung neuer Arten interessiert, als an vergleichenden Studien des Skelettbaus und Schlussfolgerungen, die sich daraus über die Verwandtschafts- und Abstammungsverhältnisse ergaben. Von ihm stammen rund 140 Abhandlungen, häufig in American Naturalist oder Zoologischer Anzeiger und in kurzer, kondensierter Form. Er war der Ansicht, dass Dinosaurier keine geschlossene Gruppe bilden, sondern aus drei Archosaurier-Gruppen stammten, die wenig miteinander zu tun hatten. Frosch- und Schwanzlurche (Batrachia) hielt er für Abkömmlinge der Quastenflosser (Crossopterygier) statt der Lungenfische (Dipnoi). In ihrer Studie über Pelycosaurier (Anatomischer Anzeiger 1897) hielten er und E. C. Case diese für mit den Rhynchocephalia verwandt, aber nicht für Säuger-Vorfahren, die nach ihnen von den Gomphodontia abstammten.
Er schloss aus dem Studium der Tiere und Pflanzen der Galapagos-Inseln und insbesondere der Unterschiedlichkeit der Fauna auf verschiedenen benachbarten Inseln (er untersuchte speziell Eidechsen der Gattung Tropidurus), dass diese einst mit dem mittelamerikanischen Festland verbunden waren und nicht, wie Charles Darwin annahm, vulkanischen Ursprung hatten und vom Festland aus besiedelt waren. Zuletzt dehnte er das auf weitere Inseln im Pazifik aus. 
Er benannte die Reptilienfamilie Mixosauridae, die Gattung Mixosaurus (1887), die Infraordnung Nothosauroidea (1889) sowie die Familien Nothosauridae und Pistosauridae. Er benannte Unterarten der Galápagos-Riesenschildkröte Chelonides nigra und mehrere Reptilien sind ihm zu Ehren benannt (Kinosternon baurii, Phyllodactylus baurii, Terrapene carolina bauri).

## Schriften
- On the morphology and origin of Ichthyopterygia. In: American Naturalist, 21, 1987, S. 837–840
- Über den Ursprung der Extremitäten der Ichthyopterygier. In: Jber. Mitt. oberrhein. geol. Verein, 20, 1 Taf.; Stuttgart 1887, S. 17–20
- Palaeohatteria Credner, and the Proganosauria. In: American Journal of Science, 37, 3, 1889, S. 310–313
- Die Palatingegend der Ichthyosaurier. In: Anatomischer Anzeiger, 19, 1895, S. 456–459